# Carretera al Ajusco II
Carretera al Ajusco II är en ort i Mexiko.   Den ligger i kommunen Tlalpan och delstaten Distrito Federal, i den sydöstra delen av landet, 23 km söder om huvudstaden Mexico City. Carretera al Ajusco II ligger 2 790 meter över havet och antalet invånare är 135.
Terrängen runt Carretera al Ajusco II är bergig. Runt Carretera al Ajusco II är det mycket tätbefolkat, med 2 431 invånare per kvadratkilometer. Närmaste större samhälle är Iztapalapa, 19,0 km nordost om Carretera al Ajusco II. I omgivningarna runt Carretera al Ajusco II växer huvudsakligen savannskog.